# Sun Yuan et Peng Yu

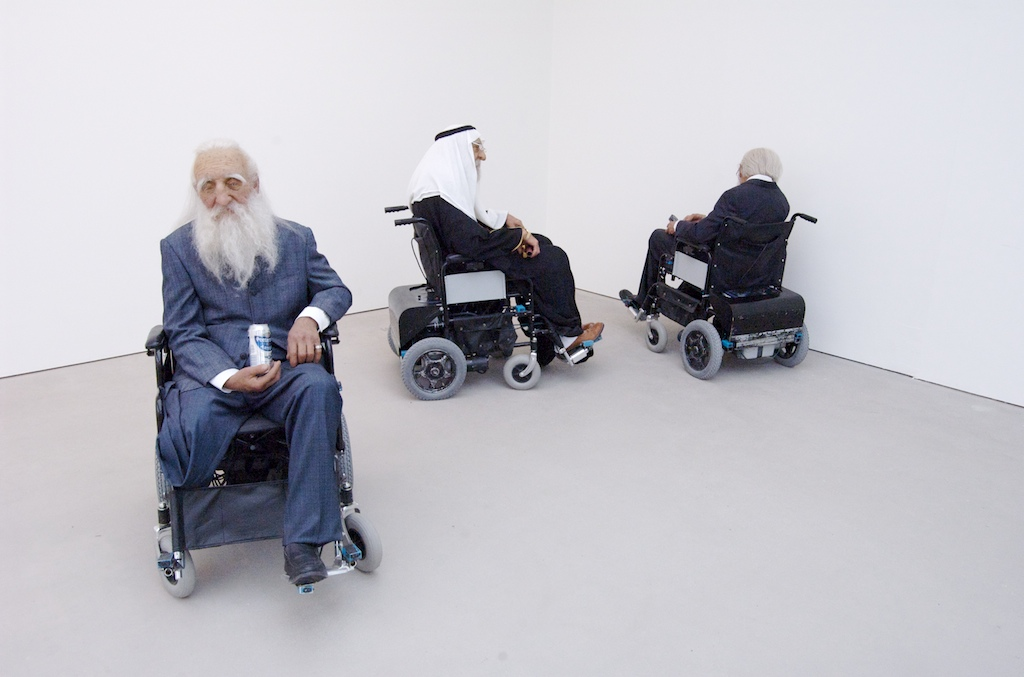
Sculptures en cire représentant des chefs d'État âgés, dans l'installation Old Persons Home, Londres 2009, galerie Saatchi.

Sun Yuan (né en 1972) et Peng Yu (né en 1974) sont deux artistes conceptuels chinois, vivant et travaillant en collaboration à Pékin depuis la fin des années 1990.
Ils sont connus pour avoir travaillé avec des médias peu conventionnels tels que la taxidermie, la graisse humaine ou encore les machines. Leur travail a la réputation d'être conflictuel et provocant. Dans une œuvre controversée intitulée Chiens ne pouvant pas se toucher, huit chiens (quatre paires se faisant face) étaient attachés sur des tapis de course dans une installation publique,.